# 衡州 (广东)
衡州，中国南北朝时设置的州。
南朝梁天监六年（507年）置衡州阳山郡，治所在含洭县（今广东省英德市西北浛洸镇）。南朝陈改为西衡州。有尧山。隋灭南陈，西衡州改为洭州，废阳山郡。开皇二十年（600年）洭州废，地入广州。